# Loews Corporation
Die Loews Corporation ist ein US-amerikanisches Holdinggesellschaft mit Firmensitz in New York City. Das Unternehmen ist im Aktienindex S&P 500 gelistet.
Loews ist in verschiedenen Branchen über seine Tochterunternehmen tätig. In erster Linie ist Loews ein Versicherungsunternehmen, das Versicherungen verschiedener Art anbietet. Des Weiteren besitzt es die Mehrheit an CNA Financial Corporation (89 %), Diamond Offshore Drilling (53 %), Boardwalk Pipeline Partners (51 %), Consolidated Container Company (99 %) und Loews Hotels (100 %).
Der Uhrenhersteller Bulova wurde an die japanische Citizen Watch verkauft.

## Geschichte
Die Geschichte der Loews Corporation beginnt im Jahr 1956 mit der Errichtung des Hotels „Americana“ in Florida. 1960 wird die Kontrolle über Loews Theater erlangt. Acht Jahre später, 1968, wird der Tabakhersteller „Lorillard“ erworben. Im Jahr 1969 gründen die Brüder Preston Robert und Larry Tisch die Holdinggesellschaft Loews Corporation.
Erworben wird:
- 1974: die CNA Financial Corporation
- 1979: eine Mehrheitsbeteiligung an Bulova Watch Co.
- 1990: das Bohrunternehmen Diamond M Offshore
- 1992: Odeco Drilling (welche 1993 mit Diamond M Offshore zu Diamond Offshore Drilling fusioniert)
- 1994: Continental Corporation

Diamond Offshore Drilling ging 1995 durch einen Börsengang an die Börse. Preston Robert und Larry Tisch treten 1998 als CEO’s zurück und James Tisch übernimmt diese Stelle.

## Aktionärsstruktur
Mit Stand vom 31. März 2025 waren folgende Hauptaktionäre bekannt:
| Aktionär                                   | Anteile | Stand        | Anteile in % | Wert in USD   |
| ------------------------------------------ | ------- | ------------ | ------------ | ------------- |
| Vanguard Group Inc                         | 19.6M   | Mar 31, 2025 | 9,35 %       | 1,769,862,882 |
| Blackrock Inc.                             | 14.87M  | Mar 31, 2025 | 7,09 %       | 1,342,772,126 |
| JPMORGAN CHASE & CO                        | 11.43M  | Mar 31, 2025 | 5,45 %       | 1,032,190,414 |
| State Street Corporation                   | 8.15M   | Mar 31, 2025 | 3,89 %       | 736,217,263   |
| NORGES BANK                                | 7.36M   | Dec 31, 2024 | 3,51 %       | 664,720,675   |
| Geode Capital Management, LLC              | 4.58M   | Mar 31, 2025 | 2,18 %       | 413,578,315   |
| Price (T.Rowe) Associates Inc              | 4.14M   | Mar 31, 2025 | 1,97 %       | 373,857,576   |
| Invesco Ltd.                               | 4.01M   | Mar 31, 2025 | 1,91 %       | 361,989,046   |
| Allspring Global Investments Holdings, LLC | 2.96M   | Jun 30, 2025 | 1,41 %       | 267,330,815   |
| Dimensional Fund Advisors LP               | 2.56M   | Mar 31, 2025 | 1,22 %       | 231,159,467   |